# Lipocrea diluta
Lipocrea diluta är en spindelart som beskrevs av Tord Tamerlan Teodor Thorell 1887. Lipocrea diluta ingår i släktet Lipocrea och familjen hjulspindlar. Inga underarter finns listade i Catalogue of Life.